# Paul Magloire
Paul Eugène Magloire, dit « Bon papa », né le 19 juillet 1907 à Cap-Haïtien (Quartier-Morin) et mort le 12 juillet 2001 à Port-au-Prince, est un homme politique et un militaire haïtien qui fut président de la république d'Haïti de 1950 à 1956.    
D'abord chef de la police de Port-au-Prince, il participe en 1946 à la junte militaire présidée par le général Frank Lavaud. Par la suite, il commence une carrière en politique et intègre le Mouvement ouvrier des paysans (MOP) sous la présidence de Dumarsais Estimé. Après la destitution d'Estimé en mai 1950, il rejoint de nouveau le gouvernement intérimaire de Lavaud, puis se déclare candidat à la première élection présidentielle au suffrage universel qu'il remporte largement dès le premier tour, face au front socialiste et communiste et aux conservateurs.  
Sous son mandat, il modifie la constitution et met en place, par référendum, un nouveau régime qui se distingue par son côté présidentiel, rompant ainsi avec le parlementarisme. C'est également sous sa présidence que le pays devient une destination touristique. Le vote des femmes est implanté par son gouvernement. En 1954, l'ouragan Hazel ravage une partie du pays ; des fonds de secours sont volés et sa popularité tombe.   
Il achève son mandat mais ne se représente pas et quitte le pouvoir en pleine crise politique. Après l'accession au pouvoir du nationaliste François Duvalier, il quitte le pays et s'installe avec sa famille à New York ; il y appelle à la résistance face au régime duvaliériste. En février 1986, à la chute des Duvalier, il revient en Haïti et participe à l'établissement d'un nouveau gouvernement. Par la suite, il s'associe à la politique du général Henri Namphy, et devient conseiller non officiel de l'armée.   
À sa mort, le 12 juillet 2001, à l'âge de 94 ans, il reçoit des funérailles nationales.

## Début de carrière

### Études et parcours militaire
Fils de général, Paul-Eugène entâme une brève carrière d'enseignant avant de suivre le parcours de son père et de s'enrôler dans l'armée en 1930. En 1938, il atteint le grade de commandant et est diplômé de l'école de droit de Port-au-Prince l'année suivante. 
En 1944, il devient le chef de la police de la capitale avant d'être promu major et d'être affecté comme commandant des forces militaires du département de l'Ouest.

### Débuts en politique
En janvier 1946, quand la population se soulève contre le président Élie Lescot, il entre en scène, et, appuyé par un petit groupe d'officiers, finit par convaincre le président en difficulté d'abandonner le pouvoir aux mains d'une junte de trois membres, dont lui-même (les deux autres étant le colonel Frank Lavaud et Antoine Levelt). Dans ce gouvernement provisoire, Magloire est nommé ministre de l'Intérieur et de la Défense nationale, du 12 janvier au 16 août 1946.
En 1946, il intègre le parti politique du nouveau président Dumarsais Estimé, le Mouvement des ouvriers paysans (MOP). En opposition avec la ligne politique d'Estimé, il prend position contre lui et prend la tête du parti après la destitution de ce dernier en 1950. L'intérim étant de nouveau assuré par Lavaud, Magloire est nommé dans le gouvernement intérimaire et redevient, pour la seconde fois, ministre de l'Intérieur et de la Défense nationale.

## Président de la République

### Élection
Devenu colonel, Magloire démissionne du gouvernement afin de pouvoir se présenter à l'élection présidentielle du 8 octobre 1950, sous l'étiquette du MOP. Soutenu par le gouvernement intérimaire et par une bonne partie de la presse, Il remporte largement l'élection, la première au suffrage universel direct (avant cette date le président était élu par le parlement), face au candidat de l'union socialiste et communiste, et aux partisans de l'ancien président Lescot. 

### Réformes

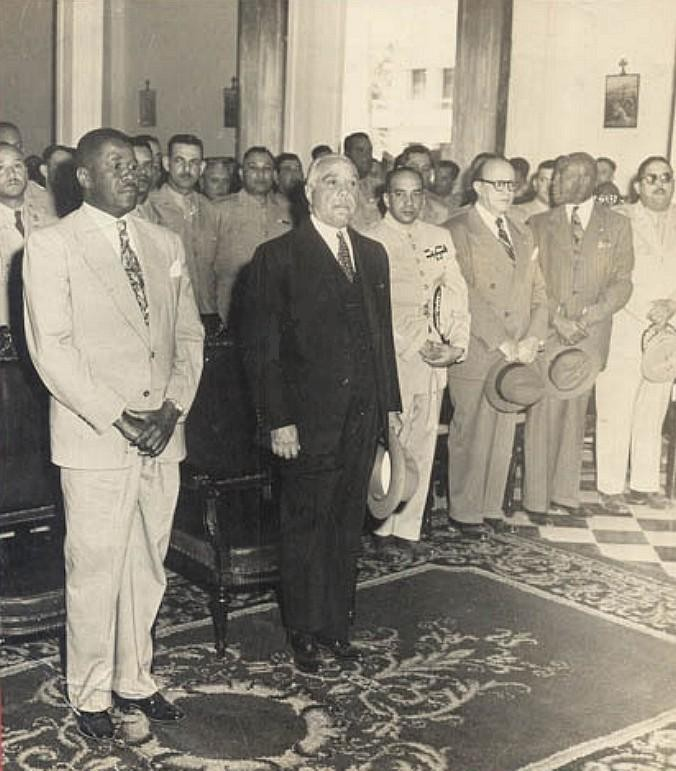
Paul Magloire avec le président dominicain Rafael Trujillo en 1951.

Au pouvoir, Magloire entâme une modification constitutionnelle, faisant d'Haïti une république semi-présidentielle, tout en fixant à six ans, renouvelable une fois seulement. 
Au début des années 1950, Haïti est en plein progrès. Avec son économie survoltée par la guerre de Corée et les prix élevés des denrées tropicales, le pays connait une période de paix intérieure et de prospérité financière. À cette époque, Magloire est au sommet de sa popularité. C'est aussi une période où des flots de touristes débarquent sur les plages d'Haïti.  
Il gouverne dans une relative stabilité et demeure populaire pendant plusieurs années, tout en voyant à de nombreuses reprises à l'étranger, notamment aux États-Unis.
Sa politique anticommuniste reçoit un accueil favorable du gouvernement américain, notamment de la part du président Eisenhower, qui apporte son soutien au gouvernement haïtien. Opposé au nationalisme, il tente néanmoins d'apaiser les tensions avec le régime dictatorial de Rafael Trujillo.

### Politique étrangère
Le 7 février 1955, le président et son épouse Yolette atterrissent à Washington où ils sont accueillis par le vice-président Richard Nixon et sa femme. C'est le début de la visite d'État du couple présidentiel qui est ensuite reçu par le couple Eisenhower à la Maison Blanche. En leur honneur, le président américain offre un fastueux dîner d'État avec pompes. 
Magloire est ensuite reçu au Congrès où il prend la parole devant les deux chambres réunies en session spéciale. Après Washington, le couple visite Nashville, Chicago, Boston et New York.
De retour en Haïti, la première dame, Yolette Magloire, reprend et organise de multiples activités de charité. Sans relâche, elle préside les banquets de bienfaisance, ouvre les bals de charité, inaugure les campagnes de vaccination, inspecte les hospices, visite les hôpitaux, les maternités et les orphelinats. Lancée en 1951 avec l'ouverture de la cantine du Bel-Air et celle de la Saline, la Fondation Madame Paul Magloire devait établir deux solides institutions d'éducation et de formation professionnelle pour les jeunes filles d'Haïti.
En plus de créer des œuvres, la première dame ne s'effrayait pas des soucis pratiques qu'entraînait leur bon fonctionnement et s'y engageait fortement. 

### Fin de mandat
Bien que populaire, la politique de Magloire est contestée par les mouvements communistes et nationalistes, et le président se retrouve rapidement isolé au sein de sa propre administration. Son parti perd la majorité et plusieurs manifestations communistes contestent son pouvoir. Alors que son mandat touche à sa fin, il renonce à se représenter pour sa succession et quitte le pouvoir le 6 décembre 1956, sous la poussée de revendications populaires. Avant de quitter ses fonctions, il s'assure que le pouvoir par intérim ne revienne ni aux communistes ni aux nationalistes. Nemours Pierre-Louis, membre de la Cour de cassation, lui succède. Le pays est alors plongé dans une crise politique et institutionnelle qui persiste au-delà des gouvernements provisoires qui s'ensuivent.

## Crise politique et exil
Après la fin de sa présidence, Magloire, se retire de la vie politique et pense pouvoir rester au pays. Mais au début de janvier 1957, le nouveau président Pierre-Louis, fait saisir les biens de l'ancien président. Le 3 février suivant, ce dernier quitte ses fonctions et est remplacé le 7 février par Franck Sylvain, membre du MOP. Ce dernier fait restituer ses biens à la famille Magloire. Franck Sylvain assume sa charge présidentielle pendant seulement 56 jours avant d'être remplacé par le général Léon Cantave le 2 avril 1957. Ce dernier met en place un gouvernement collégial qui amène au pouvoir Daniel Fignolé, un ancien nationaliste ayant rejoint le MOP.
À peine nommé, Fignolé reporte l'élection présidentielle prévue le mois suivant et obtient d'exercer le pouvoir pendant six ans. Il impose une purge dans l'armée pour éliminer les officiers qui lui sont opposés et exige des postes pour ses militants. Ces dispositions déplaisent au chef d'état-major que Fignolé a lui-même choisi, le général Antonio Kébreau. Le 14 juin 1957, celui-ci s'empare du palais présidentiel avec ses soldats et oblige Fignolé à signer une lettre de démission. 
Kébreau favorise l'arrivée au pouvoir des nationalistes noiristes. Le 22 octobre 1957, François Duvalier, candidat du Parti de l'Unité nationale (PUN), remporte largement l'élection présidentielle. Il met en place un régime autoritaire, supprime les autres partis politiques et lance un culte de la personnalité avant de se faire reconnaître comme président à vie. 
Le nouveau régime condamne à l'exil tous ses opposants. Après avoir fait tirer quelques rafales de mitrailleuses près de sa résidence, Magloire est contraint de quitter le pays avec sa famille. À son départ d'Haïti, Magloire demeure quelque temps en Jamaïque, avant de se rendre aux États-Unis. 

## Opposition aux Duvalier

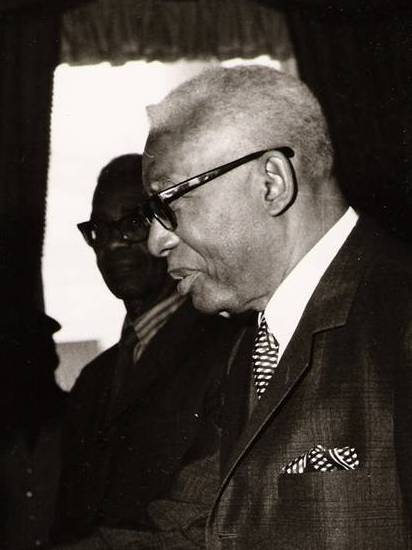
François Duvalier, président d'Haïti de 1957 à 1971.

Magloire s'installe à New York et y reste jusqu'à la fin du régime des Duvalier. Il met en place un comité de résistance et reçoit le soutien de plusieurs officiers, condamnés à l'exil. Très vite, il s'associe au mouvement de Léon Cantave ainsi qu'à l'organisation de Frank Lavaud. Dans les années 1970, il appelle à une « Union des patriotes » et tente de rallier autour de lui les résistants de gauche répartis en plusieurs mouvements. Les communistes refusent dans un premier temps de s'allier à l'organisation de Magloire, mais devant la diminution du nombre de résistants communistes, les principaux leaders acceptent finalement de joindre leurs forces avec celles de Magloire. En plus de cela, l'ancien président bénéficie du soutien secret de l'administration Reagan. Sa femme, Yolette Leconte, meurt durant cette période d'exil, en 1981.   
À la mort de François Duvalier, le 21 avril 1971, son fils Jean-Claude, 19 ans (d’où son surnom de « Baby Doc »), accède au pouvoir suprême. Amorçant une timide libéralisation du régime, Jean-Claude Duvalier s’aliéna une partie de la classe noiriste qui avait soutenu son père en épousant une mulâtresse le 27 mai 1980. Son régime s'enfonça dans la corruption et l'incompétence. Sa dictature est marquée dans les premières années par une volonté de détente et d'apaisement, « Baby Doc » donnant quelques gages de bonne volonté démocratique. Il rétablit les relations du pays avec les États-Unis et la République dominicaine et son mandat voit la reprise de l'aide internationale à destination d'Haïti. Jean-Claude Duvalier détient un pouvoir quasi-absolu que lui attribue la Constitution. Il commence petit à petit à entamer des réformes du régime politique de son père, en libérant des prisonniers politiques et en relâchant la censure sur la presse. Cependant, il n'y a pas de changements radicaux, ni en profondeur. L'opposition n'y est pas tolérée et le régime reste autoritaire. 
Une révolte éclate dans les provinces en 1985. La ville des Gonaïves est le théâtre des premières manifestations de rue et des magasins de chaîne de grande distribution sont dévalisés. D'octobre 1985 à janvier 1986, la  révolte s'étend à six autres villes, incluant Cap-Haïtien. À la fin du mois, les Haïtiens dans le sud sont en révolte. Les révoltes les plus importantes se déroulent dans Les Cayes. 
Jean-Claude Duvalier tente de faire face au mécontentement en baissant de 10 % le prix des aliments de base, en fermant les stations de radio indépendantes, en effectuant un remaniement ministériel, mais également par la répression policière et militaire. Sous la pression de la communauté internationale, il institue le poste de Premier ministre grâce à l'adoption par référendum d'une nouvelle Constitution. Ces tentatives ne freinent cependant pas l'élan de révolte populaire contre la dictature dynastique.

## Chute des Duvalier et fin de l'exil

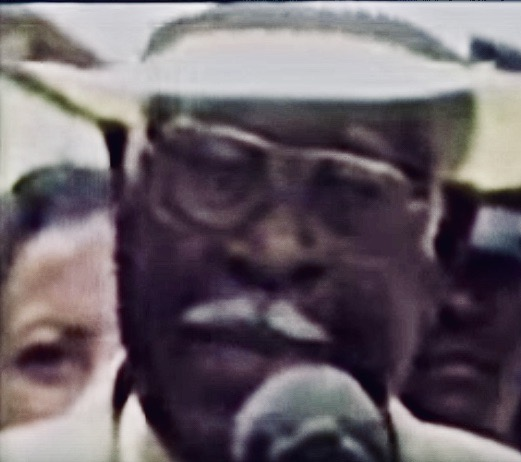
Magloire en 1986.

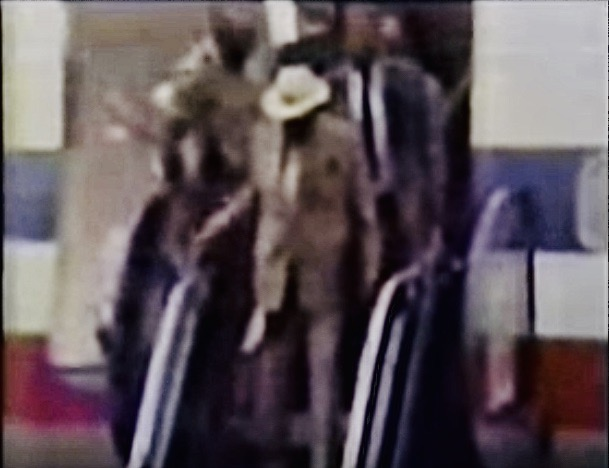
Retour de Magloire en Haïti (mars 1986).

En janvier 1986, l'administration Reagan commence à faire pression sur Duvalier pour qu'il renonce au pouvoir et qu'il quitte Haïti. Des représentants officiels recommandés par le Premier ministre jamaïcain servent d'intermédiaires dans les négociations. À ce moment-là, nombre de duvaliéristes et des hommes d'affaires importants rencontrent le couple Duvalier et les pressent de partir. Les États-Unis rejettent l'asile politique pour Duvalier, mais ils leur proposent de les aider à partir. Initialement, Duvalier accepte le 30 janvier 1986 et le président Reagan annonce son départ, basé sur un rapport provenant du chef de station de la CIA en faction à Haïti, qui a vu la voiture de tête de convoi en partance pour l'aéroport. En route, il y a un échange de coups de feu et l'escorte de Duvalier fait demi-tour vers le palais présidentiel.
Le 7 février 1986, il remet le pouvoir aux mains des militaires et quitte l'île à bord d'un avion de l'US Air Force ; il atterrit à Grenoble en France. Pendant ce temps, en Haïti, les maisons des partisans de Jean-Claude Duvalier sont pillées.
Le 8 février 1986, le nouveau gouvernement libère les prisonniers politiques, instaure un couvre-feu. La foule s'en prend au mausolée de « Papa Doc », qui est détruit à coups de pierres et à mains nues ; le cercueil est sorti, la foule danse dessus puis le met en morceaux ; elle s'empare du corps du dictateur pour le battre rituellement. Pendant cette journée, on dénombre une centaine de victimes, essentiellement des Tontons macoutes,.
Magloire revient à Haïti dès le mois de mars à bord d'un avion américain. Reçu par le général Henri Namphy, président par intérim, il devient l'un de ses conseillers. Après le départ de Namphy, il se retire de la vie politique et publique.
Devenu aveugle dans sa vieillesse, il est grand-croix de l'ordre du Mérite de la République fédérale d'Allemagne et grand-croix de l'ordre du Mérite de la République italienne. À sa mort en 2001, il reçoit des funérailles nationales, organisées par le président Jean-Bertrand Aristide.